# Лимонно-жёлтый цветной трупиал
Лимонно-жёлтый цветной трупиал (лат. Icterus nigrogularis) — вид воробьиных птиц из семейства трупиаловых. Выделяют четыре подвида, причем три из них являются островными.

## Распространение
Гнездятся в Южной Америке, на территории Колумбии, Венесуэлы, на Тринидаде, в Гвиане и на севере Бразилии (север Рораймы, восток Амапы).

## Описание
Длина тела 20—21 см, вес 38 г. Оперение преимущественно жёлтое. У взрослых самцов имеется чёрная маска вокруг глаз, чёрная линия на горле, чёрные хвост и крылья (но на последних есть также по белой полоске).

## Биология
Питаются в основном крупными насекомыми, но также потребляют нектар и некоторое количество фруктов. В норме в кладке бывает три бледно-зелёных или серых яйца.

## Охранный статус
МСОП присвоил виду охранный статус LC.